# شکل‌گیری اجتماعی
شکل‌گیری اجتماعی (به انگلیسی: Social Formation) یک مفهوم مارکسیستی است (مترادف با «جامعه») که به امر ملموس
حفظ شیوه‌های تولید پیشاسرمایه‌داری، شکل‌بندی تاریخی بین شیوه تولید نظام سرمایه‌داری 
و زمینه نهادی اقتصاد اشاره دارد. نظریه شیوه تولید سرمایه‌داری را می‌توان در کتاب «سرمایه» کارل مارکس یافت.
کارل مارکس در تحلیل خود از توسعه اقتصادی و سیاسی جامعه از این اصطلاح استفاده کرده‌است.
مارکس موضوع شکل‌گیری‌های اجتماعی - اقتصادی  را حل شده فرض نمی‌کرد و بر همین اساس تشکل‌های متعدد را در آثار مختلف خود از هم متمایز و تفکیک کرده‌است.

## مراحل تاریخ
اگرچه مارکس نظریه کاملی درباره اقتصادی - اجتماعی تدوین نکرد ولی تعمیم اظهارات او مبنایی شد برای مورخان شوروی تا به این نتیجه برسند که او پنج شکل‌بندی را مطابق با روابط صنعتی و اشکال مالکیت رایج متمایز می‌کند::
- پیشاتاریخ
- برده‌داری
- فئودالیسم
- نظام سرمایه‌داری
- کمونیسم

مارکس برای درک روابط قدرت بین سرمایه‌داران با کارگران مزدبگیر پارادایمی اتخاذ کرد: «در نظام‌های پیشاسرمایه‌داری بدیهی بود که اکثر مردم سرنوشت خود را کنترل نمی‌کردند – برای مثال، در فئودالیسم، رعیت‌ها مجبور بودند برای اربابان خود کار کنند. در نظام سرمایه‌داری وضع متفاوت به نظر می‌رسد زیرا مردم در  نظریه آزادند تا برای خود یا برای دیگران به دلخواه خود کار کنند ولی با این حال، اکثر کارگران همچون رعیت‌های فئودال‌ها کنترل کمی بر زندگی خود دارند."